# Stalowa Wola Charzewice
Stalowa Wola Charzewice – przystanek kolejowy w Stalowej Woli, w województwie podkarpackim, w Polsce, planowany do udostępnienia w lecie 2019 roku. Ostatecznie otwarty dla podróżnych 15 marca 2020.
Od 15 marca do 12 grudnia 2020 był wykorzystywany dla postoju 1 pary pociągów relacji Przemyśl Główny – Piła Główna, jadących z pominięciem stacji Stalowa Wola Rozwadów.